# Монастырская школа (Боженица)
Монастырская школа (болг. Килийно училище) — достопримечательность, расположенная в деревне Боженица, в общине Ботевград, в западной Болгарии. Она является старейшим школьным строением в общине Ботевград.

## История
По данным заметкам на полях церковных книг в Боженице были учителя задолго до строительства школы. Регулярное образование в школе и её первое здание датируются 1806 годом, периодом Болгарского национального возрождения. Первым её преподавателем был Стоян Кнезовский, позднее рукоположенный в священники. В 1835 году рядом с церковью Святой Параскевы была построена новая школа. Большинство её учителей происходили из Боженицы или окрестных деревень. Оплата труда учителей была низкой, и они получали определённое количество продовольствия от своих учеников. В школе училось от 80 до 100 детей, некоторые из них добирались сюда из окрестных сёл. Первоначально там преподавались лишь теологические предметы, такие как Часослов, псалмы и Евангелие, но позднее были добавлены письмо и математика. Классов и групп не было: преподаватель работал с каждым учеником по отдельности, а суббота служила днём проверки усвоенных знаний. Занятия продолжались от двух до трёх часов. У учеников был обеденный перерыв, длившийся от одного до двух часов. Дисциплина была строгой, поддерживаемая как учителем, так и учениками. Практиковались следующие наказания: стояние прямо, стояние на коленях, битьё палкой по рукам. Уборка школы проводилась учениками. В 1855 году школа сгорела, в 1880 появилось здание школы, сохранившееся до наших дней. Сама школа функционировала до 1943 года.
В 2006 году при содействии жителей Боженицы и на средства общины Ботевград здание школы была отреставрировано. Ныне там расположена музейная коллекция, служащая филиалом Исторического музея Ботевграда.

## Галерея

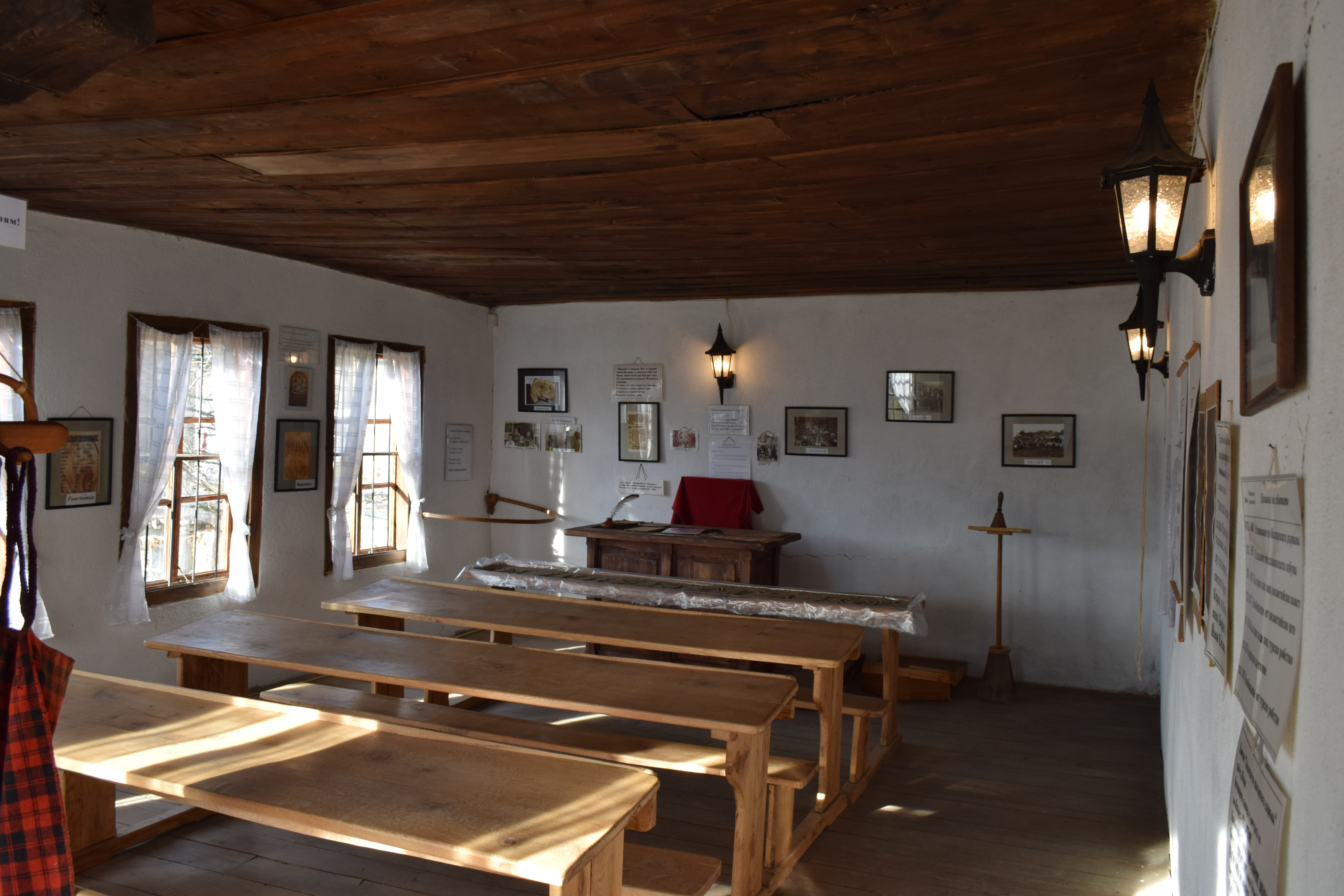
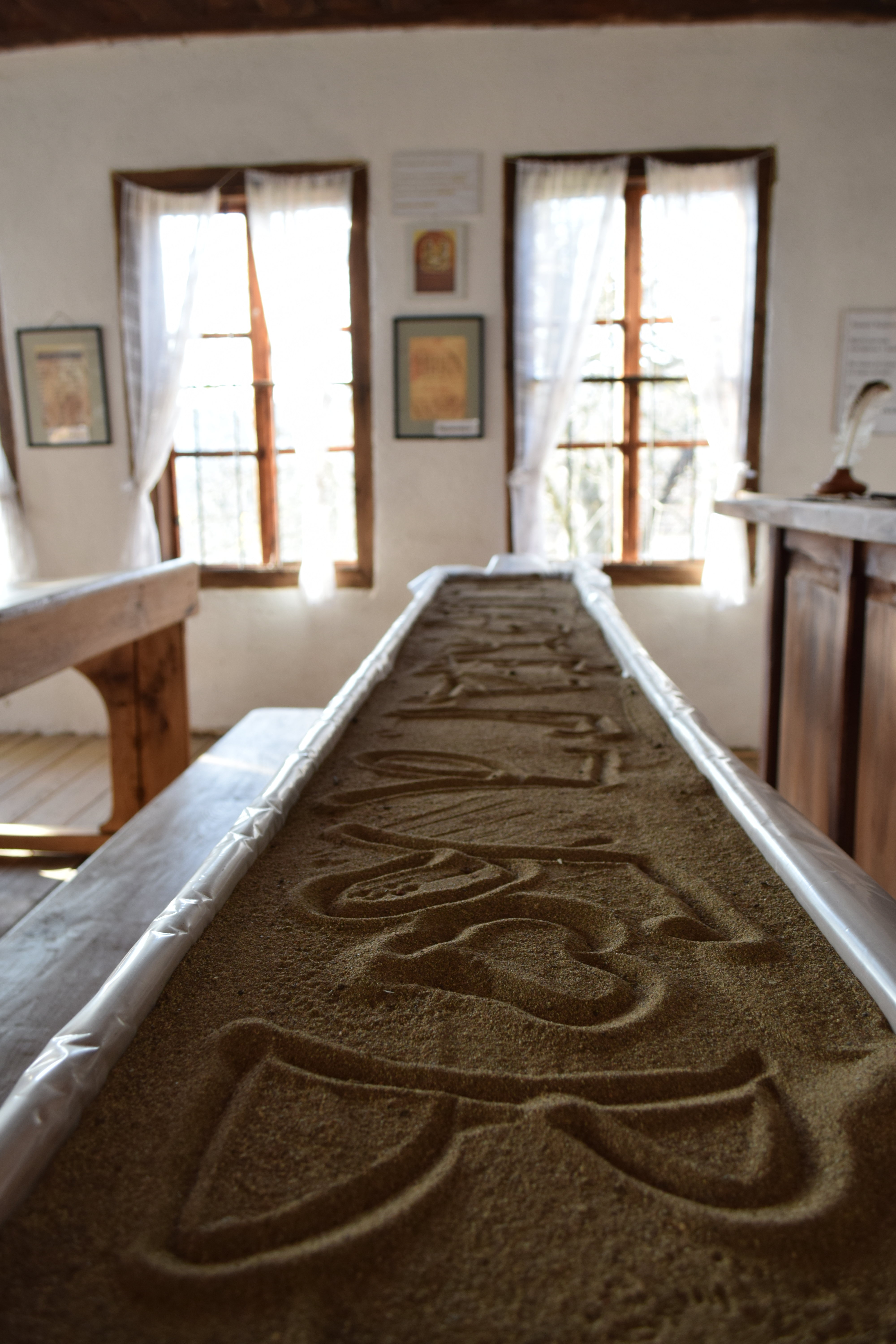
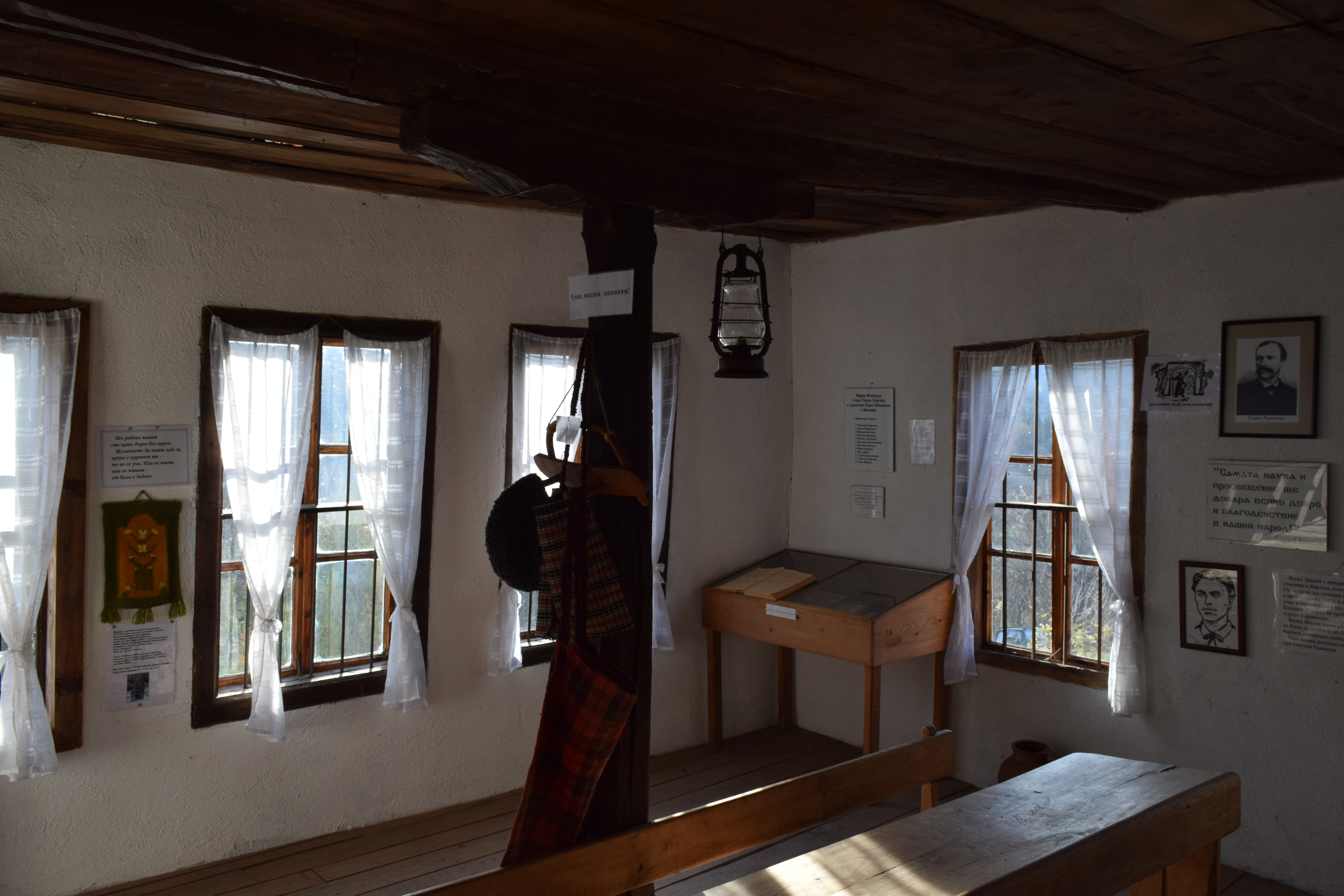
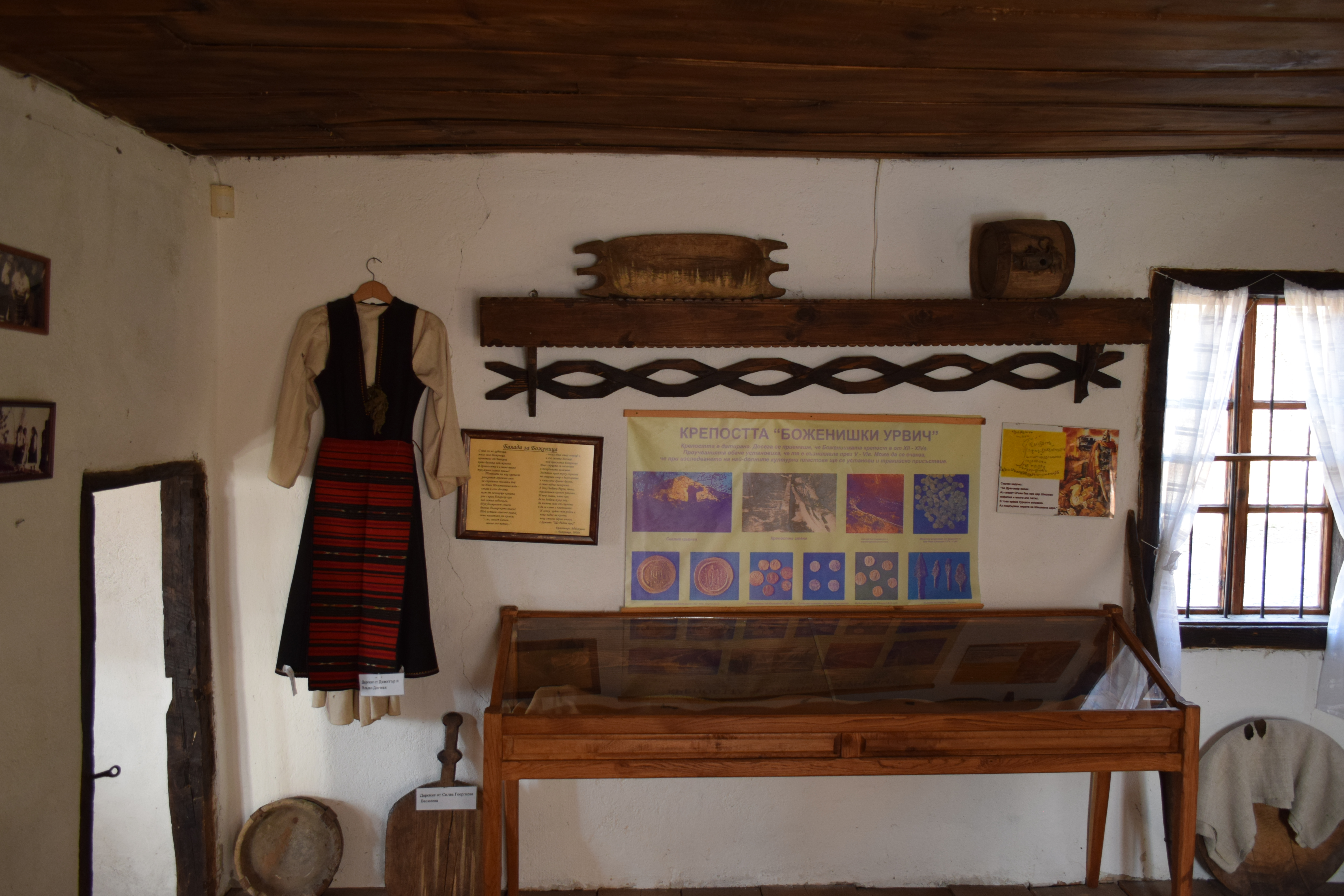
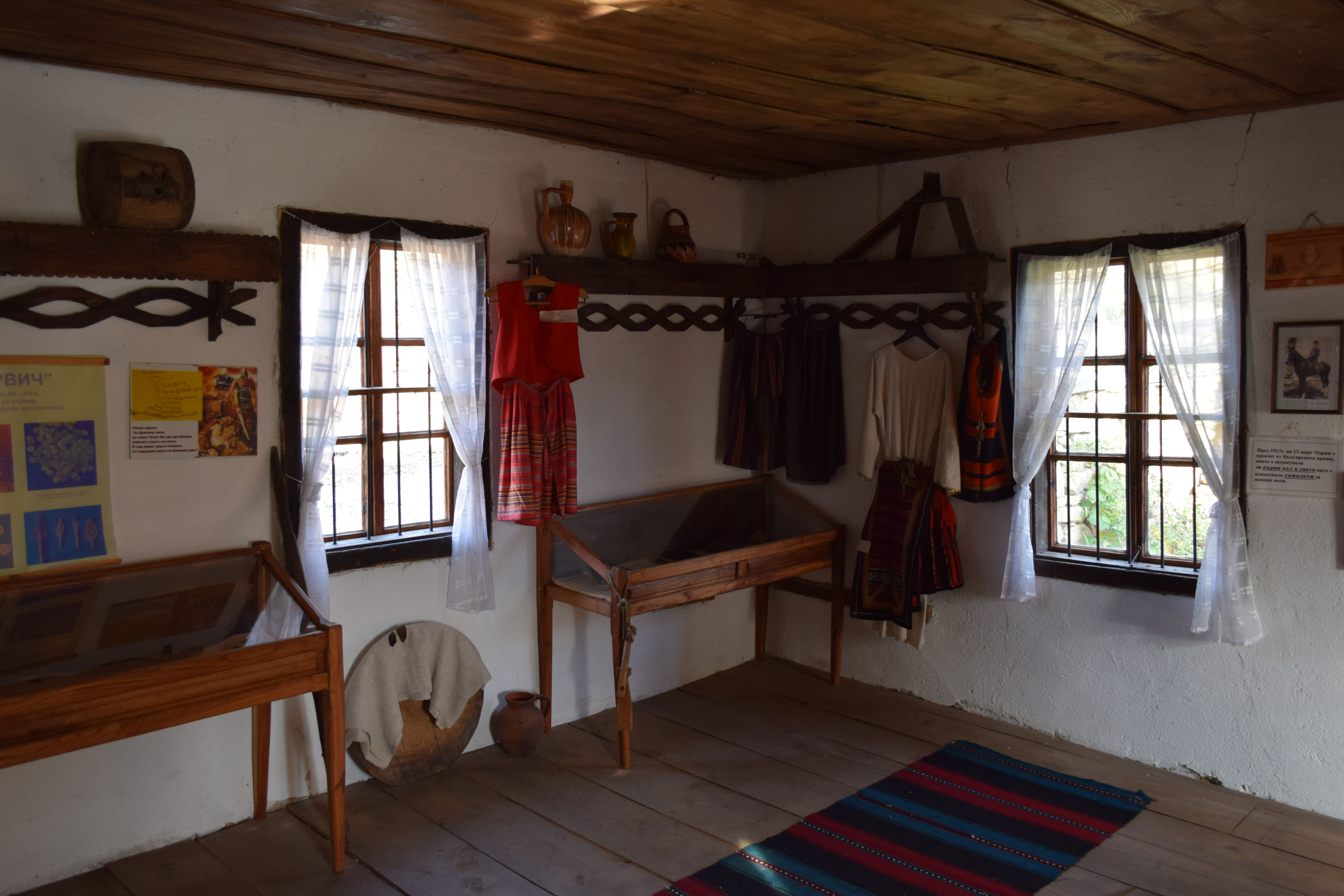